# USM El Harrach
Union Sportive de la Medina d’El Harrach w skrócie USM El Harrach (arab. اتحاد مدينة الحراش الرياضي) – algierski klub piłkarski z siedzibą w El Harrach, dzielnicy Algieru, grający w pierwszej lidze algierskiej.

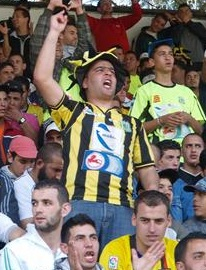
Kibic USM

## Sukcesy
- I liga[1]:
  - mistrzostwo (1): 1997/1998.

- Puchar Algierii[2]:
  - zwycięstwo (2): 1974, 1987.
  - finał (1): 2011.

## Występy w afrykańskich pucharach
| Sezon | Rozgrywki                 | Runda       | Kraj                     | Klub                   | Dom | Wyjazd | Dwumecz      |
| ----- | ------------------------- | ----------- | ------------------------ | ---------------------- | --- | ------ | ------------ |
| 1988  | Puchar Zdobywców Pucharów | 1           | Tunezja                  | CA Bizertin            | 1–0 | 0–1    | 1–1 (k. 5–6) |
| 1993  | Puchar CAF                | 1           | Senegal                  | ASC Jeanne d’Arc       | 6–1 | 0–0    | 6–1          |
| 1993  | Puchar CAF                | 2           | Ghana                    | Accra Hearts of Oak SC | 3–2 | 2–3    | 5–5 (k. 6–5) |
| 1993  | Puchar CAF                | ćwierćfinał | Tanzania                 | Simba SC               | 2–0 | 0–3    | 2–3          |
| 1999  | Liga Mistrzów             | 1           | Burkina Faso             | USFA                   | 6–0 | 0–2    | 6–2          |
| 1999  | Liga Mistrzów             | 2           | Wybrzeże Kości Słoniowej | ASEC Mimosas           | 2–1 | 0–4    | 2–5          |

## Stadion
Domowe mecze klub rozgrywa na stadionie o nazwie Stade 1er Novembre 1954 w Algierze. Stadion może pomieścić 8000 widzów.